# Pesti Magyar Kereskedelmi Bank
A Pesti Magyar Kereskedelmi Bank (PMKB) Magyarország első mai, modern értelemben vett bankja volt. 1840. október 14-én jött létre Ullmann Móric vezetésével, de működését csak 1841-ben kezdte meg. Alapítói között volt számos tekintélyes budapesti (zsidó) kereskedő mellett Széchenyi István is. Fennállása során mindvégig Magyarország egyik vezető (1841-től 1867-ig az egyetlen) kereskedelmi bankja volt, s mint ilyen előkelő helyet foglalt el -  többnyire zsidó származású vezetői miatt - a különböző összeesküvés-elméletekben.
A pénzintézetet a második világháborút követően kiépült kommunista rendszer államosította és a Magyar Népköztársaság külkereskedelmi pénzügyleteinek (kizárólagos) kezelőjévé alakította át, 1950-ben pedig átnevezte Magyar Külkereskedelmi Bankká (MKB).
Utóbbit 1994-ben privatizálták, 2014-ig a Bajorország 94%-os tulajdonában lévő Bayerische Landesbank (BayernLB) magyarországi leánybankjaként funkcionált mint általános kereskedelmi bank.
2014-ben megvásárolta a Magyar Állam..2022 és 2023 között pedig több bankkal együtt egyesüléssel megszünt.
Utolsó székháza ma a Belügyminisztérium központi épülete a budapesti Széchenyi (volt Roosevelt) téren.

## Története

### A dualizmus előtt

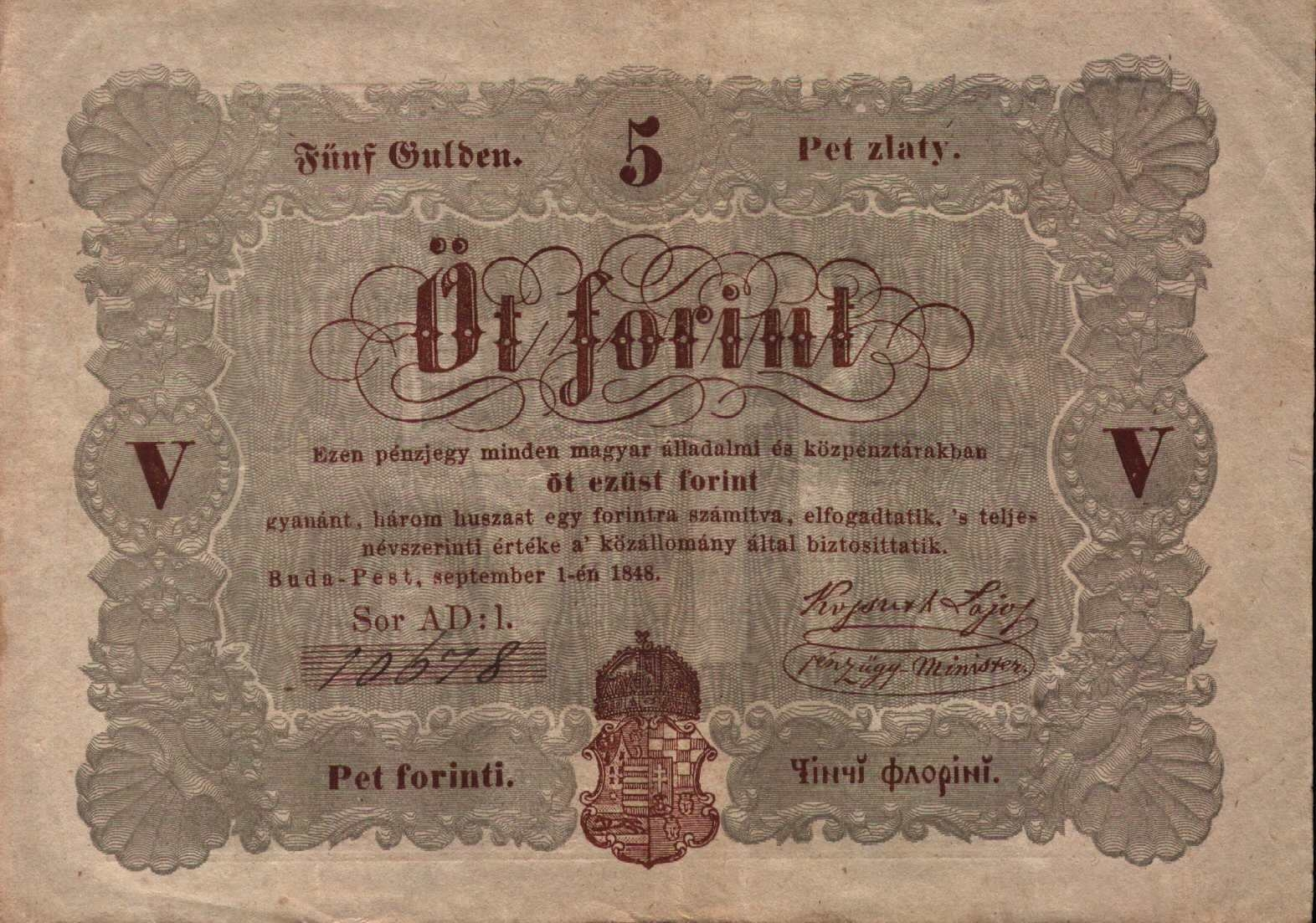
Kossuth-bankó

1830-ban tekintélyes budapesti, főként zsidó kereskedők (pl. Wodianer Sámuel, Baumgarten Izrael stb.) Ullmann Móric vezetésével a helytartó tanácsnál szabadalomért folyamodtak egy kereskedelmi bank létrehozására, amelyet 4000 darab 500 konvenciós ezüst forint névértékű részvény kibocsátásával, vagyis összesen kétmillió konvenciós forint alaptőkével Pesten kívántak megalapítani. A folyamodvány nagy körültekintéssel már eleve megcáfolta mindazokat az ellenvetéseket, amelyeket gazdasági szempontból támaszthattak volna ellene, sőt kimutatta azt is, hogy miután az osztrák nemzeti bank sem Magyarországon, sem Ausztria városaiban nem élt bankfiók-nyitáshoz való jogaival; azért a tervezett intézet felállítása nem rövidíti meg az osztrák nemzeti bank jogait. Mindezek dacára az alapítók a kérelmezett szabadalom-levelet csak 1838-ban kapták meg, de még ekkor is olyan akadályokat gördítettek eléjük, amelyek miatt csak 1840. október 14-én tudott végül megalakulni. Első székháza a Gizella (ma: Vörösmarty) téren, a ma Gerbeaud-ház néven ismert épületben volt.
A megalakult pénzintézet kezdettől fogva foglalkozott leszámítolási-, giro-, letéti- és kölcsönügyletekkel (hitel) is; legnagyobb részben saját tőkéjével operált, amihez kisebb részben járult hozzá a magántőkések betétei.
Több mint két évtizedig az egyetlen bankintézete volt az országnak, s így kezdettől fogva kulcsszerepet játszott a magyar gazdasági élet terén; mindjárt megalakulása után hathatósan támogatta a központi vasúttársaságot (az alapító-elnök, Ullmann Móric kezdettől fogva támogatta a vasútépítés ötletét, így szinte magától értetődően lett a Pesti Magyar Kereskedelmi Bank 1844-ben Magyarország első vasútvonalának, a Budapest–Vác–Szob-vasútvonal megépítésének fő finanszírozója). Széchenyi révén a kezdetektől támogatta a gyáralapító részvénytársaságot, a pesti cukorgyár-egyesületet, a pesti hengermalom-részvénytársaságot, a Tisza-szabályozási társaságot (és így a Tisza szabályozását) valamint még számos más céget.

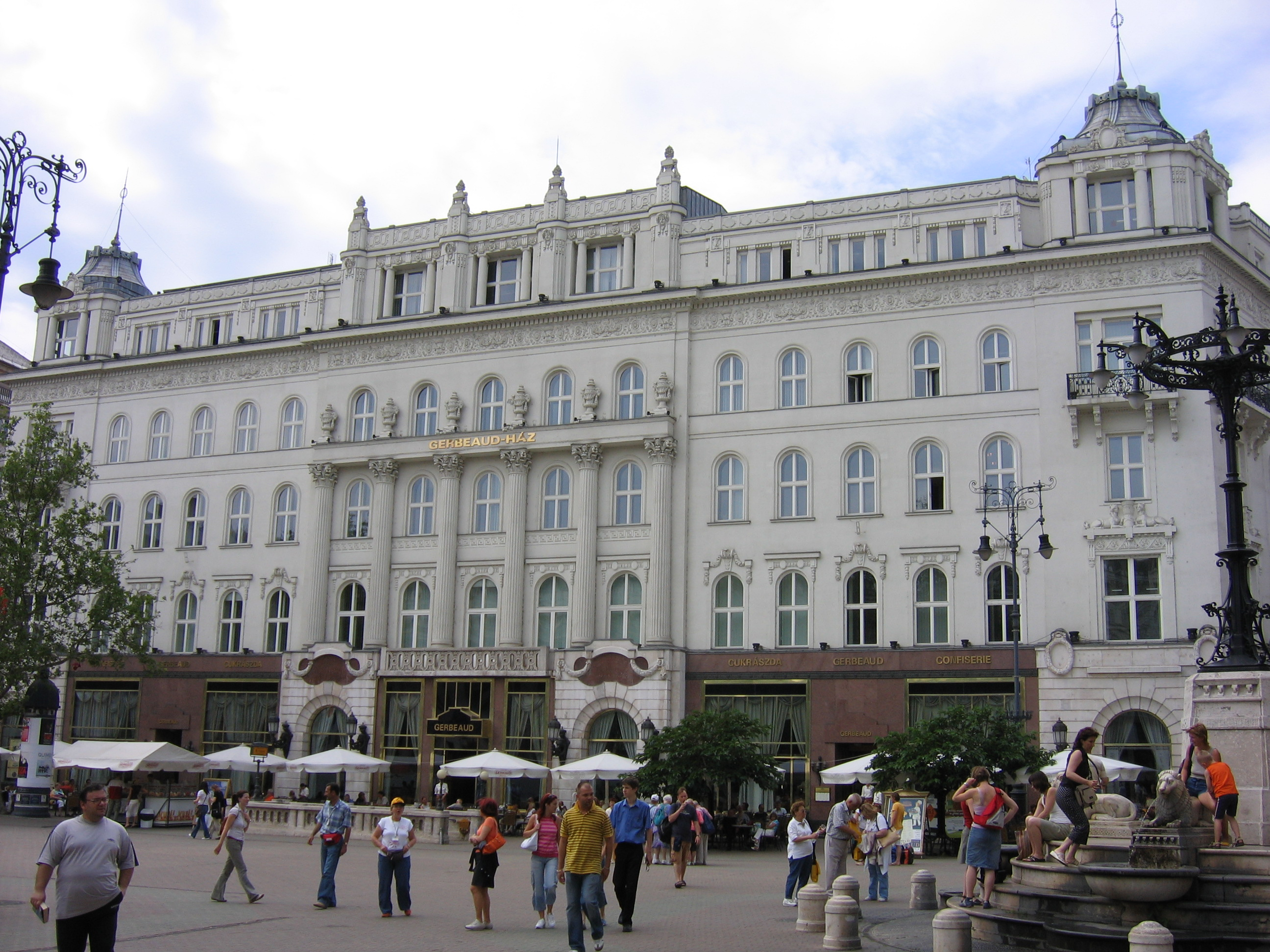
A bank első székháza a mai Vörösmarty téren, Pesten. Ennek az épületnek az aljában nyitotta meg 1870-ben Kugler Henrik a cukrászdáját, amelyet később Emile Gerbeaud vett át

A bank Havas József elnök vezérletével 1848. június 17-én szerződésre lépett a magyar állammal (az állam részéről Kossuth Lajos pénzügyminiszterrel), aminek értelmében a magyar kormány öt millió forint fedezetet tett le a banknál valóságos aranyban és ezüstben, amiért cserébe a pénzintézet vállalta a bankjegyek (azaz a Kossuth-bankók) kibocsátását, kezelését és biztosítását. A kibocsátott bankjegyekből aztán öt millió forintot átvett az állam, míg egy millió forintot kamat nélkül, 21 és fél milliót pedig 3%-os kamatra a bank kapott kölcsön. A pénzért cserébe a bankjegykezelést, kibocsátást és visszaváltást a Kereskedelmi Bank külön díjazás nélkül volt köteles teljesíteni, valamit köteles volt a teljes kölcsönösszeget a hazai kereseti ágak felsegítése céljából (kellő biztosíték mellett) rövid lejáratú belföldi kölcsönökbe fektetni. 1848. szeptember 12-én döntött a parlament az ötforintos jegyek forgalomba hozataláról is, amit Ferenc József már elítélt, arra hivatkozva, hogy azok nem felelnek meg az osztrák-magyar pénzügyi szerződéseknek. A bankjegyek kibocsátása és azok fedezete ezen az alapon történt egészen 1848 végéig, amikor is az 1 695 718,48 pengő forintnyi fedezettel szemben a banknak 3 377 220 pengő forintnyi jegye volt forgalomban. Miután megkezdődtek a harci cselekmények, Kossuth a hadsereg gyors felfegyverzése érdekében döntött a 100 forintos bankjegyek kibocsátásáról is.
1848 december 31-én a Pest alatt fölvonuló Windischgrätz herceg a banktól pontos számadást követelt az ércalapról és a jegykibocsátásról. Miután megszállta a fővárost meg is kapta azt és rögtön a magyar 5 és 100 forintos jegyeket érvényteleneknek nyilvánította, az egy és két forintosok osztrák bankjegyekre történő átváltására pedig 8 napi határidőt szabott ki. A herceg végül 1849. április 6-án lefoglalta az akkor rendelkezésre álló 1 780 718, 48 konvenciós forint értékű ércfedezetet és az osztrák csapatok visszavonulásakor magával vitte. Ez anyagilag súlyosan megrendítette a bankot, amely ennek ellenére talpon tudott maradni. A fedezet megvonása ellenére a Kossuth-bankó nem értéktelenedett el azonnal.
A forradalom és szabadságharc után az osztrákok a bankot a magyar kormánnyal történt együttműködése miatt ott igyekeztek akadályozni működésében, ahol csak tudták. Például a kormánynak nyújtott hitelei miatt kártérítés megfizetésére kötelezték, majd 1850-ben az Osztrák Nemzeti Bank (ONB) arra hivatkozva, hogy fiókot kíván nyitni Magyarországon (Pesten), felszólította a Pesti Magyar Kereskedelmi Bankot tevékenysége beszüntetésére, amit a PMKB saját létezésének nélkülözhetetlenségére hivatkozva tagadott meg, illetve arra hivatkozott, hogy az ONB az ausztriai vállalatokat és vállalkozókat részesíti előnyben a magyarok helyett. A kibontakozó vitában végül a PMKB álláspontja nyert és így folytathatta tevékenységét. Az ONB végül kétmillió konvenciós forint alaptőkével 1851-ben nyitotta meg pesti irodáját, amelyet a folyamatos tárgyalások eredményeként végül a PMKB irányított, a pesti fiók és a kereskedelmi bank igazgatótanácsa pedig egy embert kivéve megegyezett (Strobenz Alajos csak az ONB pesti fiókjánál volt igazgatósági tag, a PMKB-ban nem) sokáig megegyezett.

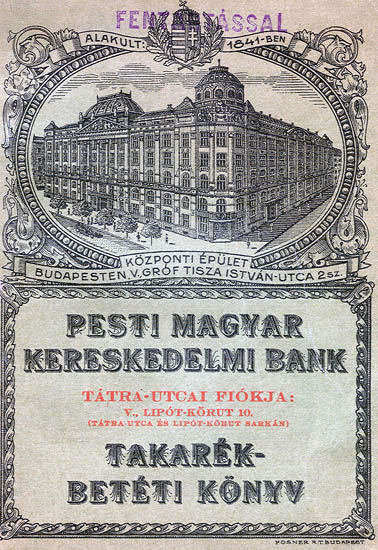
Takarékbetétkönyv-borító az 1930-as évekből, rajta a ma a Belügyminisztériumnak helyt adó egykori székházzal

### A kiegyezés után
A banknak egészen a kiegyezésig (1867) szektorában nem volt versenytársa Magyarországon, az Osztrák Nemzeti Bank ugyan jogilag nem, de a gyakorlatban csupán a PMKB betétfiókjaként működött Budapesten és leginkább csak az osztrákokat szolgálta ki.
Az Osztrák–Magyar Monarchia megszületésével újból fellendült gazdasági életben már nem egyedüli szereplőként (1914-ben például mintegy ötezer bank volt bejegyezve az országban), de továbbra is vezető, meghatározó tényezőként vett részt, számos beruházást (azon belül is kiemelten vasútépítést és nagyvállalatokat) finanszírozva az évtizedek során. Ekkoriban a függetlenségi párti politikusok egy része egyenesen a PMKB átalakításában látta életre hívhatónak az önálló Magyar Nemzeti Bankot, ám ez az ötlet végül sosem ültetődött át a valóságba, a Nemzeti Bank csak jóval később, 1924-ben és önálló, új intézményként jött létre.
Még az 1873-as tőzsdepánik idején majdnem csődbe jutott (az ekkor kirobbanó válság 1879-ig húzódott), de 1881-ben sikeresen fuzionált a Magyar Általános Földhitel Rt.-vel és újra talpra állt. A fúzió ötlete Lánczy Leótól, a Földhitel igazgatójától származott, aki ennek megtörténte (1881) után a PMKB vezérigazgatója, majd elnöke lett haláláig. Lánczy több évtizedes vezetése alatt a bank ismét prosperálni kezdett, és számtalan nagyvállalat (pl. Tungsram, Marx és Mérei, Engel Károly Alkatrészgyár, Budapesti Telefonhálózat (Puskás Tivadar és Tsai), Schlick gyár, stb. stb.) illetve (hagyományaiból adódóan) számos vasútépítés (pl. Magyar Helyiérdekű Vasút Rt., Budapesti Városi Villamos Vasút Rt., Budapesti Közúti Vaspálya Rt., stb.) rövidebb hosszabb ideig részleges vagy teljes finanszírozója lett. Hasonlóképp a MARTA gépkocsigyár, Magyarország első autó- és buszgyárának is ez a bank szolgáltatta az induláshoz és a működéshez szükséges pénzügyi fedezetet. Ezeken felül számtalan banki szolgáltatást is nyújtott a kezdetektől fogva mind magánszemélyeknek, mind cégeknek, legyen az bankszámla, betét, hitel vagy egyéb művelet (pl. A Weiss Művek saját alaptőke-emeléséhez vette igénybe a bank pénzügyi szolgálatait).
Az 1900-as évek elején vásárolták meg a Diana fürdő épületét a mai József Attila utca és a Széchenyi (korábban Roosevelt) tér sarkán, amelyet lebontattak és helyén Quittner Zsigmond tervei alapján eklektikus stílusban építtették fel a bank új székházát. Az épületet 1905-ben adták át, amit a homlokzaton meg is örökítettek, ahogy a bank alapításának dátumát is. Az államosítás után, 1950 óta a Belügyminisztérium központja foglal benne helyet.
Az első világháború alatt továbbra is Lánczy elnöklése és már Stern Samu vezérigazgatósága alatt egyik fő szervezője volt a hadigazdaságnak. A háború után is sikerült megőriznie pozícióját, de befolyása már jóval kisebb volt, mint a dualizmusban.

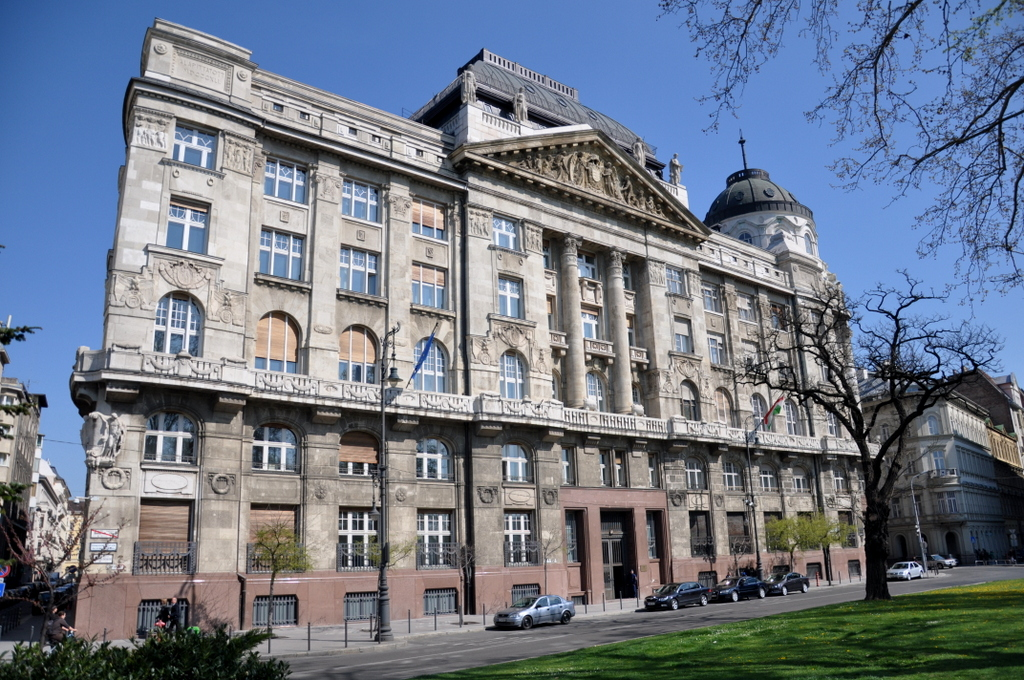
Utolsó székháza (1905-1950 között) ma a Belügyminisztérium épülete (Budapesten, a József Attila utca–Széchenyi tér sarkán)

### Az első világháború után
1925-ben a PMKB csalás áldozata lett. A Georges Dève-féle csalásban a francia állampolgár Georges Dève 24 millió magyar koronát csalt ki Fellner Henrik vezérigazgató és a francia nagykövetség átverésével a banktól. Mivel szinte azonnal kiderült, hogy a követségtől Dève csalással szerezte meg azt az ajánlólevelet, amelynek alapján Fellner engedélyt adott a pénz kifizetésére (fedezet nélkül), rögtön sikerült lefülelni és letartóztatni. Az okozott kárt márciusra Dève menyasszonyának vélhetően sikerült teljesen megtéríteni, amiért cserébe valószínűleg ejtette a bank a vádakat.
A zsidótörvények hatására 1938-ban báró Weiss Fülöp, a bank elnöke (akinek egyik pártfogoltja a banknál épp a törvényt bevezető Imrédy Béla volt, mikor Imrédy az 1910-es, 1920-as években a PMKB-ban dolgozott) lemondani kényszerült. Helyette Lamotte Károly lett az új elnök, aki 1944-ig tudta ellátni tevékenységét. A második világháború végén a második aranyvonat a bank teljes aranykincsét elszállította, amelyet 1946-ban nagyrészt visszakaptak.

### A második világháború után
A Pesti Magyar Kereskedelmi Bankot a háború után kiépülő kommunista rendszer államosította és a Magyar Népköztársaság külkereskedelmi pénzügyleteinek kizárólagos kezelőjévé alakította át, 1950-ben pedig átnevezte Magyar Külkereskedelmi Bankká (MKB).
Az MKB Bank a rendszerváltás után kereskedelmi bankká visszaalakulva és (kétszer is) újra privatizálva azóta is működik.
A PMKB XX. század eleji berendezéseiből és eszközeiből az OTP Bank Pénzügytörténeti Gyűjtemény néven állandó kiállítást rendezett be, ahol az OTP és elődjei mellett a Pesti Magyar Kereskedelmi Bank története és emlékei, tárgyai is megtekinthetők.

### Egyéb
- OTP Bank Pénzügytörténeti Gyűjtemény (nagyrészt a Pesti Magyar Kereskedelmi Bank XX. század elejei anyagából és eszközeiből álló rendezett kiállítás)
- Banki károsultak anno Archiválva 2010. október 26-i dátummal a Wayback Machine-ben, Magyar Országos Levéltár, 2010 júniusa (fizetési halasztást kérő levél 1931-ből)